# Yamunotri

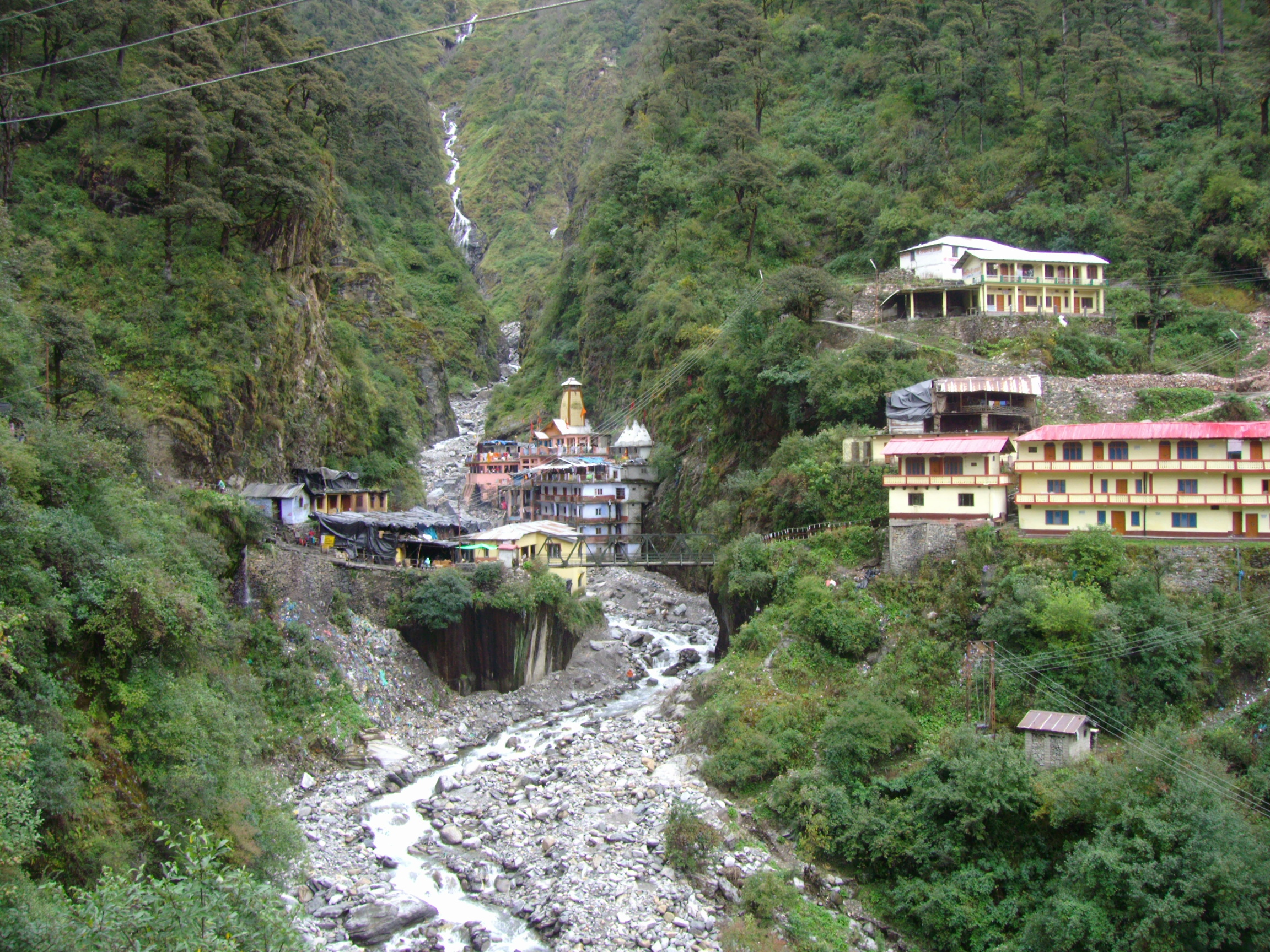
Templo de Yamunotri y ashram.

Yamunotri es la fuente del río Yamuna y la morada de la diosa Yamuna o Yami de la mitología hindú. Está situado en el Himalaya, a una altitud de 3.293 m en la localidad de Garhwal a 30 km al norte de Uttarkashi, estado de Uttarakhand, en la India.
El origen del río es un lago helado al pie de un glaciar (glaciar de Champasar), en la montaña de Kalind, a una altitud de 4.421 m. Geográficamente, el río Yamuna se origina a mayor altitud, en el glaciar Yamunotri, cerca del pico de Bandarpunch de 6.316 m. 

## El templo
El templo de Yamunotri, en la orilla izquierda del río Yamuna, se encuentra a 13 km del pueblo de Hanuman Chatti y a 6 km de Janki Chatti. Se puede ir a pie, en caballo o en palanquín.
Es uno de los cuatro lugares de peregrinación del Chota Char Dam, el "pequeño" Char Dam. Yamunotri es el templo más occidental de Garhwal y está dedicado a la diosa Yamuna (a 3.235 m), elevada a la categoría de diosa madre. Es muy poco accesible, de modo que los peregrinos se quedan en el templo, al pie de la montaña, a poco más de 1 km de distancia.
El primer templo fue construido por el maharaja Pratap Shah de Tehri Garhwal, pero el actual lo construyó Maharani Guleria de Jaipur en el siglo XIX. La deidad está hecha de mármol negro. Un poco más arriba, a 3292 m hay dos fuentes termales, Surya Kund, con agua hirviente y Gauri Kund, apta para el baño. El templo está abierto de mayo a noviembre y hay pequeñas casas de huéspedes y ashrams.